# Vietnam central

Régions du Vietnam.

Le Vietnam du centre ou central – vietnamien : Miền Trung, anciennement appelé Trung phần par la République du Vietnam, Trung kỳ et Annam pendant la période de l'Indochine française – est l'une des trois régions du Vietnam (Vietnam septentrional, Vietnam central, Vietnam méridional). Les Montagnes centrales (Tây Nguyên) sont souvent incluses dans le Vietnam du centre. Le nom Trung Bộ était utilisé par le roi Bảo Đại quand il créa les niveaux administratifs supérieurs à celui des provinces en 1945, à la place du Trung Kỳ qui rappelait l'occupation française. Ce nom était officiellement utilisé par la République démocratique du Vietnam et est encore utilisé par la population.

## Situation
D'après les zonages économiques effectués par le gouvernement du Vietnam, Trung Bộ borde les provinces de Ninh Bình, Hòa Bình et Sơn La du Viêt Nam septentrional au nord ; ainsi que les provinces de Bình Phước, Đồng Nai et Bà Rịa–Vũng Tàu du Viêt Nam méridional au sud. À l'est, il borde la mer de Chine méridionale (Biển Đông) et à l'ouest le Cambodge et le Laos.

## Administration
La région est divisée par deux sous-régions principales : la Côte centrale du Nord au nord, et les sous-régions de Côte centrale du Sud et des Montagnes centrales au sud. Les Côtes centrales du Nord et du Sud sont parfois collectivement appelées « Côte centrale ». La plus grande ville de la région est Đà Nẵng.
La Côte centrale du Nord comprend six provinces : Thanh Hóa, Nghệ An, Hà Tĩnh, Quảng Bình, Quảng Trị et Thừa Thiên–Huế. Lors de la dynastie Nguyễn, cette zone, en dehors de Thừa Thiên, était appelée Hữu Trực Kỳ.
La Côte centrale du Sud comprend huit provinces, du nord au sud : Đà Nẵng, Quảng Nam, Quảng Ngãi, Bình Định, Phú Yên, Khánh Hòa, Ninh Thuận et Bình Thuận. Lors de la dynastie Nguyễn, cette zone était appelée Tả Trực Kỳ.
La région des Montagnes centrales comprend 5 provinces : Kon Tum, Gia Lai, Đắk Lắk, Đắk Nông et Lâm Đồng.